# Bangladeschische Frauen-Cricket-Nationalmannschaft in Pakistan in der Saison 2019/20
Die Tour der bangladeschischen Frauen-Cricket-Nationalmannschaft nach Pakistan in der Saison 2019/20 fand vom 26. Oktober bis zum 4. November 2019 statt. Die internationale Cricket-Tour war Bestandteil der Internationalen Cricket-Saison 2019/20 und umfasste zwei WODIs und drei WTwenty20s. Pakistan gewann die WTwenty20-Serie 3–0, während die WODI-Serie 1–1 unentschieden endete.

## Vorgeschichte
Für beide Mannschaften war es die erste Tour der Saison. Das letzte Aufeinandertreffen der beiden Mannschaften bei einer Tour fand in der Saison 2018/19 in Bangladesch statt. Um diplomatische Spannungen zu vermeiden, verzichtete Bangladesch darauf, indisch-stämmige Trainer mit auf die Reise nach Pakistan zu nehmen. Die bangladeschische Regierung hielt lange die Bestätigung der Tour zurück, bevor sie diese doch erlaubten.

## Stadion
Das folgende Stadion wurde für die Tour ausgewählt.
| Stadion         | Stadt  | Kapazität | Spiele                     |
| --------------- | ------ | --------- | -------------------------- |
| Gaddafi Stadium | Lahore | 60.000    | 1. & 2. WODI; 1. – 3. WT20 |

## Kaderlisten
Pakistan benannte seinen WODI-Kader am 31. Dezember 2019.
| WODI | WODI | WTwenty20 | WTwenty20 |
| Pakistan | Bangladesch | Pakistan | Bangladesch |
| --- | --- | --- | --- |
| - Bismah Maroof (K) - Aliya Riaz - Diana Baig - Fatima Sana - Iram Javed - Javeria Khan - Kainat Imtiaz - Nahida Khan - Nashra Sandhu - Omaima Sohail - Sadia Iqbal - Sana Mir - Sidra Ameen - Sidra Nawaz (wk) - Syeda Aroob Shah | - Rumana Ahmed (K) - Jahanara Alam - Fargana Hoque - Fahima Khatun - Khadija Tul Kubra - Murshida Khatun - Nahida Akter - Nigar Sultana (wk) - Panna Ghosh - Salma Khatun - Sanjida Akter Meghla - Sanjida Islam - Shamima Sultana - Sharmin Sultana - Sharmin Akhter | - Bismah Maroof (K) - Aliya Riaz - Anam Amin - Ayesha Zafar - Diana Baig - Iram Javed - Javeria Khan - Kainat Imtiaz - Nahida Khan - Omaima Sohail - Sadia Iqbal - Sana Mir - Saba Nazir - Sidra Ameen - Sidra Nawaz (wk) | - Salma Khatun (K) - Ayasha Rahman - Ekka Mollik - Fargana Hoque - Jahanara Alam - Khadija Tul Kubra - Lata Mondal - Nigar Sultana - Panna Ghosh - Rumana Ahmed - Sanjida Akter Meghla - Sanjida Islam - Shamima Sultana (wk) - Sharmin Akhter - Sharmin Sultana |

## Women’s Twenty20 Internationals

### Erstes WTwenty20 in Lahore
| 26. Oktober Scorecard | Lahore | Pakistan 126-7 (20)          | – | Bangladesch 112-7 (20) |
|                       |        | Pakistan gewinnt mit 14 Runs |   |                        |

Pakistan gewann den Münzwurf und entschieden sich als Schlagmannschaft zu beginnen. Nachdem Pakistan früh seine beiden Eröffnungs-Batterinnen verlor etablierten Bismah Maroof und Omaima Sohail eine Partnerschaft. Maroof schied nach 34 Runs aus und kurz darauf Sohail nach 33 Runs. Daraufhin etablierte sich Iram Javed und nachdem sie nach 21 Runs ihr Wicket verlor konnte Sidra Nawaz mit 16* Runs das Innings ungeschlagen abschließen. Beste bangladeschische Bowlerin war Jahanara Alam mit 4 Wickets für 17 Runs. Bangladesch verlor früh seine beiden Eröffnungs-Batterinnen, bevor sich Sanjida Islam und Nigar Sultana etablierten. Nachdem Sultana 17 Runs und Islam 14 Runs erreichte, etablierte sich Rumana Ahmed und erzielte ein Fifty über 50 Runs. Dennoch reichte dieses nicht aus die Vorgabe einzuholen. Beste bangladeschische Bowlerin war Anam Amin mit 2 Wickets für 13 Runs. Als Spielerin des Spiels wurde Bismah Maroof ausgezeichnet.

### Zweites WTwenty20 in Lahore
| 28. Oktober Scorecard | Lahore | Pakistan 167-3 (20)          | – | Bangladesch 152-7 (20) |
|                       |        | Pakistan gewinnt mit 15 Runs |   |                        |

Bangladesch gewann den Münzwurf und entschieden sich als Feldmannschaft zu beginnen. Für Pakistan bildeten die Eröffnungs-Batterinnen Javeria Khan und Sidra Ameen eine Partnerschaft. Ameen verlor nach 19 Runs ihr Wicket und wurde durch Bismah Maroof ersetzt. Khan schied nach einem Half-Century über 52 Runs aus und Maroof beendete dann zusammen mit Aliya Riaz das Innings. Maroof erreichte dabei ein Fifty über 70* Runs, Riaz 10* Runs. Beste bangladeschische Bowlerin war Jahanara Alam mit 2 Wickets für 27 Runs. Für Bangladesch bildete Eröffnungs-Batterin Shamima Sultana zusammen mit Sanjida Islam eine Partnerschaft. Nachdem Sultana nach 11 Runs ausschied folgte an der Seite von Islam Nigar Sultana. Islam verlor ihr Wicket nach 45 Runs und Sultana bildete zusammen mit Fargana Hoque eine weitere Partnerschaft. Nachdem Sultana nach 21 Runs ausschied folgte ihr Lata Mondal. Hoque erzielte 30 Runs und Mondal konnte dann mit Jahanara Alam das Innings ungeschlagen beenden. Mondal erreichte dabei 17* Runs und Alam 18* Runs. Als Spielerin des Spiels wurde Bismah Maroof ausgezeichnet.

### Drittes WTwenty20 in Lahore
| 30. Oktober Scorecard | Lahore | Pakistan 117-7 (20)          | – | Bangladesch 89-8 (20) |
|                       |        | Pakistan gewinnt mit 28 Runs |   |                       |

Pakistan gewann den Münzwurf und entschieden sich als Schlagmannschaft zu beginnen. Für sie bildete Eröffnungs-Batterin Javeria Khan zusammen mit der vierten Schlagfrau Omaima Sohail eine Partnerschaft. Sohail schied nach 31 Runs aus und Khan konnte ein Fifty über 54 Runs erreichen. Die verbliebenen Batterinnen erhöhten die Vorgabe auf 118 Runs. Beste bangladeschische Bowlerin war Jahanara Alam mit 3 Wickets für 12 Runs. Bangladesch verlor früh drei Wickets, bevor Nigar Sultana zusammen mit Fargana Hoque eine Partnerschaft bildete. Sultana schied nach 30 Runs aus und kurz darauf auch Hoque nach 27 Runs. Panna Ghosh konnte dann noch 10* Runs hinzufügen, was jedoch nicht zum einholen der Vorgabe ausreichte. Beste pakistanische Bowlerinnen waren Anam Amin mit 2 Wickets für 10 Runs und Saba Nazir mit 2 Wickets für 22 Runs. Als Spielerin des Spiels wurde Javeria Khan ausgezeichnet.

## Women’s One-Day Internationals

### Erstes WODI in  Brisbane
| 2. November Scorecard | Lahore | Pakistan 215 (48.5)          | – | Bangladesch 186 (47.4) |
|                       |        | Pakistan gewinnt mit 29 Runs |   |                        |

Pakistan gewann den Münzwurf und entschieden sich als Schlagmannschaft zu beginnen. Für sie bildeten die Eröffnungs-Batterinnen Nahida Khan und Sidra Ameen eine Partnerschaft. Ammen schied nach 21 Runs aus und nachdem Bismah Maroof 39 Runs erzielte schied auch Khan nach einem Fifty über 68 Runs aus. Daraufhin bildeten Omaima Sohail und Aliya Riaz eine Partnerschaft. Sohail verlor ihr Wicket nach 29 Runs und an der Seite von Riaz folgte Sidra Nawaz. Riaz schied dann nach 37 Runs aus und Nawaz nach 10 Runs und erhöhten so die Vorgabe auf 216 Runs. Beste bangladeschische Bowlerin war Jahanara Alam mit 3 Wickets für 44 Runs. Für Bangladesch bildeten Sharmin Akhter und Fargana Hoque eine Partnerschaft. Akhter schied nach 20 Runs aus und wurde durch Rumana Ahmed gefolgt. Nachdem Hoque ihr Wicket nach 27 Runs verlor etablierte sich Nigar Sultana. Ahmed schied nach 28 Runs aus und nachdem Fahima Khatun 12 Runs erreichte, folgte an der Seite von Sultana Salma Khatun Sultana verlor dann ihr Wicket nach einem Half-Century über 58 Runs und kurz darauf Khatun nach 20 Runs. Dieses reichte jedoch nicht die Vorgabe einzuholen. Beste pakistanische Bowlerin war Sana Mir mit 3 Wickets für 49 Runs. Als Spielerin des Spiels wurde Nahida Khan ausgezeichnet.

### Zweites WODI in Brisbane
| 4. November Scorecard | Lahore | Pakistan 210 (48.4)              | – | Bangladesch 211-9 (49.5) |
|                       |        | Bangladesch gewinnt mit 1 Wicket |   |                          |

Pakistan gewann den Münzwurf und entschieden sich als Schlagmannschaft zu beginnen. Für Pakistan bildeten Nahida Khan und Javeria Khan eine Partnerschaft. Javeria Khan schied nach 24 Runs aus und wurde gefolgt durch Bismah Maroof. Nahida Khan verlor dann nach einem Fifty über 63 Runs ihr Wicket und wurde gefolgt durch Aliya Riaz. Nachdem Maroof dann nach 34 Runs ausschied und Sana Mir 13 Runs erreichte kam Sidra Nawaz ins Spiel. Riaz scheid dann nach 36 Runs aus und Nawaz beendete das Innings ungeschlagen mit 19* Runs und setzte so die Vorgabe auf 211 Runs. Beste pakistanische Bowlerin Rumana Ahmed mit 3 Wickets für 35 Runs. Für Bangladesch bildeten die Eröffnungs-Batterinnen Murshida Khatun und Sarmin Sultana eine Partnerschaft. Sultana schied nach 27 Runs aus und wurde gefolgt durch Fargana Hoque. Khatun verlor ihr Wicket nach 44 Runs und nachdem Rumana Ahmed 31 Runs erzielte folgte eine Partnerschaft von Hoque zusammen mit Sanjida Islam. Hoque schied dann nach einem Half-Century über 67 Runs aus und nachdem Islam 20 Runs erreichte gelang es den verbliebenen Batterinnen zwei Bälle vor Schluss die Vorgabe einzuholen. Beste pakistanische Bowlerinnen waren Bismah Maroof mit 2 Wickets für 24 Runs und Syeda Aroob Shah mit 2 Wickets für 37 Runs. Als Spielerin des Spiels wurde Fargana Hoque ausgezeichnet.

## Auszeichnungen

### Player of the Series
Als Player of the Series wurden die folgende Spielerinnen ausgezeichnet.
| Serie     | Player of the Series |
| --------- | -------------------- |
| WODI      | –                    |
| WTwenty20 | Bismah Maroof        |

### Player of the Match
Als Player of the Match wurden die folgenden Spielerinnen ausgezeichnet.
| Spiel   | Player of the Match |
| ------- | ------------------- |
| 1. WODI | Nahida Khan         |
| 2. WODI | Fargana Hoque       |
| 1. WT20 | Bismah Maroof       |
| 2. WT20 | Bismah Maroof       |
| 3. WT20 | Javeria Khan        |